# Cavad Abdinov

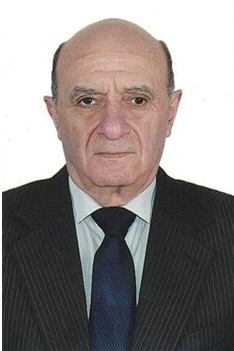
Cavad Abdinov

Cavad Şahvələd oğlu Abdinov (russisch Джавад Шахвалед оглы Абдинов Dschabad Schachwaled ogly Abdinow; englische Transkription Javad Shahvaled oglu Abdinov; * 5. Januar 1940 in Behrud, Rayon Ordubad, Nachitschewan, AsSSR, UdSSR) ist ein aserbaidschanischer Physiker.

## Leben und Leistungen
Cavad Abdinov beendete 1961 sein Studium der Physik an der Aserbaidschanischen Staatlichen Pädagogischen Universität ab und war anschließend wissenschaftlicher Mitarbeiter am Institut für Physik der Akademie der Wissenschaften der AsSSR. 1973 wurde er zum Laborleiter des im Jahr davor, auf Initiative des Verteidigungsministeriums der UdSSR, gegründeten Forschungsinstituts für Photoelektronik sowie 1993 zum stellvertretenden Direktor für wissenschaftliche Angelegenheiten des Instituts ernannt; zwischen 1998 und 2002 war er Direktor des Instituts. Seit 2002 arbeitet er als Leiter des Labors für Festkörperelektronik am Institut der Nationalen Akademie der Wissenschaften Aserbaidschans und ist seit 2009 daselbst stellvertretender Direktor für wissenschaftliche Angelegenheiten. Zwischen 1995 und 2010 war er zudem Leiter des Physikalischen Instituts der staatlichen Wirtschaftsuniversität von Aserbaidschan.
Abdinov verteidigte 1966 seine Dissertation über die Wirkung von Sauerstoff auf einige physikalische Eigenschaften von festem und flüssigem Selen hoher Reinheit und erlangte 1976 seinen Doktor der physikalischen und mathematischen Wissenschaften über die Struktur und die physikalischen Eigenschaften von Selen in verschiedenen Modifikationen. Sein Forschungsschwerpunkt ist die Physik der Halbleiter und Dielektrika. Er untersucht speziell die Mechanismen der elektrischen, optischen und physikalisch-chemischen Phänomene in Selen, Bismuttellurid, Blei und Quecksilberchalkogenid sowie einiger Seltenerden zum Bau elektronischer Bauelemente für die Massenproduktion verschiedener Halbleitermaterialien und thermischer Photovoltaikzellen.
Er ist Träger des Ordens Zeichen der Ehre, der Medaille „Veteran der Arbeit“ und des Şöhrət-Ordens. Am 26. April 2007 wurde er zum korrespondierenden Mitglied der Nationalen Akademie der Wissenschaften Aserbaidschans gewählt, am 30. Juni 2014 erfolgte die Ernennung zum wirklichen Mitglied der Akademie.
Sein Bruder ist der Physiker Əhməd Şahvələd oğlu Abdinov.

## Werke (Auswahl)
- G. B. Abdullaev, S. I. Mekhtieva, D. Sh. Abdinov, G. M. Aliev: Effect of Oxygen on Some Electrical Properties of Selenium. In: Physica status solidi. Band 11, Nr. 2, 1965, S. 891–898, doi:10.1002/pssb.19650110239 (englisch).
- G. B. Abdullaev, S. I. Mekhtieva, D. Sh. Abdinov, G. M. Aliev, S. G. Alieva: Thermal Conductivity of Selenium. In: Physica status solidi. Band 13, Nr. 2, 1966, S. 315–323, doi:10.1002/pssb.19660130203 (englisch).
- Г. Б. Абдуллаев, Дж. Ш. Абдинов: Физика селена. Элм, Баку 1975 (aserbaidschanisch).
- С. И. Міехтиева, Дж. Ш. Абдинов: Развитие физики селена. Элм, Баку 2000 (aserbaidschanisch).
- G. A. Akhmedova, D. Sh. Abdinov: Effect of thallium doping on the thermal conductivity of PbTe single crystals. In: Inorganic Materials. Band 45, Nr. 8, 2009, S. 854–858, doi:10.1134/S0020168509080056 (englisch).